# 蒲察叉察
蒲察 叉察（ほさつ ささつ、? - 1161年）は、金の廃帝海陵王の姪で、その妃嬪。

## 生涯
母は慶宜公主（海陵王の異母姉）、父は蒲察阿虎迭（金の皇族の蒲魯虎の子の阿虎迭とは別人）。
最初の夫は金の宗室の完顔特里（完顔秉徳の弟）であった。天徳2年（1150年）、完顔秉徳の失脚後、海陵王は叉察を奪取しようとした。皇太后（生母の大氏、あるいは嫡母の徒単氏）は海陵王に諫言し、叉察を耨盌温敦思忠（耨盌温敦乙剌補）と再嫁させた。しかし海陵王は耨盌温敦思忠を脅しつけ、結局、叉察を後宮に入れた。
叉察は皇族の完顔守誠と密通し、海陵王は完顔守誠を誅殺した。嫡母の徒単氏は梧桐（海陵王の異母弟の完顔兗）に頼んで叉察のため嘆願し、叉察は赦免された。しかし家奴は海陵王に、叉察が海陵王の悪口を言っていたと密告した。海陵王は「守誠のためお前は俺を悪罵したか」と言い、叉察を誅殺した。